# The Sun (album)
The Sun is een nooit uitgebracht album van The Cat Empire dat alleen tijdens optredens langs de Amerikaanse westkust verkocht werd. Het album is zo zeldzaam dat er exemplaren op Ebay zijn verkocht voor $270,-. Het werd in 2002 opgenomen in de Adelphia Studios in Melbourne.

## Lijst met nummers
1. "The Mother Place" - 3:19
2. "The Rhythm" - 4:18
3. "Rhyme and Reason" - 5:14
4. "The Chariot" - 5:34
5. "The Crowd" - 5:27
6. "Two Shoes" - 5:13
7. "Wanted To Write A love Song" - 6:49
8. "Song For The Day" - 5:21
9. "The Night That Never Ends" - 9:35
10. "Hello" - 3:43
11. "The Sun" - 6:54